# Итеа (Гребен)
Итеа (грч. Ιτέα) је насељено место у општини Гребен у периферији Западна Македонија, Грчка. Према попису из 2021. године било је 99 становника.
Према бугарском географу и историчару, Василу Канчову, у Итеи је 1900. године живело 131 Грк. Село се раније звало Врбово.